# Haemulopsis axillaris
Haemulopsis axillaris és una espècie de peix pertanyent a la família dels hemúlids que habita al Pacífic oriental central: des de Mazatlán (Mèxic) fins a l'Equador. És un peix marí, demersal i de clima tropical (24°N-2°S) que viu a la plataforma continental. Pot arribar a fer 30 cm de llargària màxima (normalment, en fa 26). El cos és oblong, comprimit, de color gris argentat i amb franges longitudinals clares o fosques. L'aleta dorsal és molt dentada, amb 12 espines i 14-16 radis tous. Es comercialitza fresc o com a farina de peix. És inofensiu per als humans.